# Scotopteryx unicolor
Scotopteryx unicolor är en fjärilsart som beskrevs av Thierry-mieg 1884. Scotopteryx unicolor ingår i släktet backmätare, och familjen mätare. Inga underarter finns listade.